# 신칸센 962형 전동차
신칸센 962형 전동차(일본어: 新幹線962形電車)는 1979년에 일본국유철도가 개발한 고속열차로 도호쿠 신칸센, 조에쓰 신칸센을 기반으로 제작했다.

## 역사
1979년 2월 22일에 최초로 일반인에게 공개되었다. 1980년 6월까지 도호쿠 신칸센 구간에 시범 운행을 하다가 조에쓰 신칸센 구간에 시범 운행을 했다. 1983년 1월에 닥터 옐로우로 개조되면서 차량을 운행했다가 2003년 1월 25일에 폐차되었다.

## 객차 구성
- 당시 6량 편성으로 운행했고 등록 차호는 S2호이다.

| 호차 | 1     | 2     | 3     | 4     | 5     | 6     |
| ---- | ----- | ----- | ----- | ----- | ----- | ----- |
| 명칭 | Mc    | M     | M     | M     | M     | Mc    |
| 번호 | 962-1 | 962-2 | 962-3 | 962-4 | 962-5 | 962-6 |

1호차의 경우 히타치 제작소, 2호차의 경우 긴키 차량, 3호차의 경우 도큐차량제조, 4호차의 경우 닛폰차량제조, 5호차부터 6호차까지 가와사키 중공업에서 제작했다.

## 같이 보기
- 신칸센 961형 전동차